# Ron Yosef

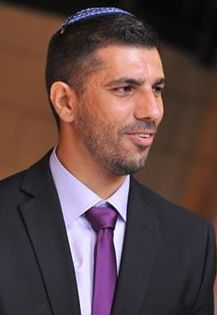

Ron Yosef (hebreo:רון יוסף) es un rabino israelí nacido en 1974 fundador de Hod, una organización de judíos ortodoxos LGBT. Su familia es de origen yemení y vive con su novio en Netanya.

## Formación
Tras el servicio militar, estudió en una yeshivá de Israel y fue ordenado rabino en 2004.